# Mislata
Mislata est une commune d'Espagne de la province de Valence dans la Communauté valencienne. Elle est située dans la comarque de l'Horta Oest et dans la zone à prédominance linguistique valencienne.

## Géographie

Localisation de Mislata
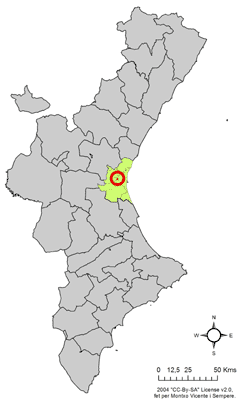
dans la Communauté valencienne.
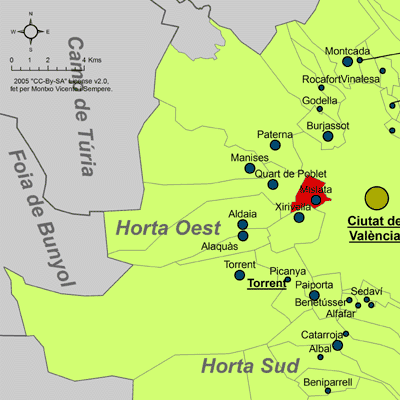
dans la comarque de l'Horta Oest.

Mislata fait partie de la comarque historique de l'Horta de Valence.

### Localités limitrophes
Le territoire communal de Mislata est voisin de celui des communes suivantes :
Quart de Poblet, Xirivella et Valence.

## Démographie
| Année      | 1857  | 1887  | 1900  | 1910  | 1920  | 1930  | 1940  | 1950  | 1960   | 1970   | 1981   | 1991   | 2000   | 2006   |
| Population | 1 116 | 1 296 | 1 411 | 1 729 | 2 580 | 4 962 | 6 638 | 6 970 | 10 931 | 20 020 | 33 384 | 38 740 | 40 616 | 43 363 |

## Politique et administration
La ville de Mislata comptait 44 282 habitants aux élections municipales du 28 mai 2023. Son conseil municipal (en espagnol : Pleno del Ayuntamiento) se compose donc de 21 élus.
Faisant partie de la banlieue rouge de Valence, la municipalité a été dirigée par le Parti socialiste pendant la plupart des mandats depuis 1979.

### Maires
| Mandat    | Maire | Maire                           | Parti | Majorité |
| --------- | ----- | ------------------------------- | ----- | -------- |
| 1979-1983 |       | José Morales Gracia (ca)        | PSOE  | 9 / 21   |
| 1983-1987 |       | José Morales Gracia (ca)        | PSOE  | 14 / 21  |
| 1987-1991 |       | José Morales Gracia (ca)        | PSOE  | 11 / 21  |
| 1991-1995 |       | José Morales Gracia (ca)        | PSOE  | 11 / 21  |
| 1995-1999 |       | José Morales Gracia (ca)        | PSOE  | 9 / 21   |
| 1999-2003 |       | José Morales Gracia (ca)        | PSOE  | 9 / 21   |
| 1999-2003 |       | Manuel Corredera Sanchís (2001) | PP    | 9 / 21   |
| 2003-2007 |       | Manuel Corredera Sanchís        | PP    | 11 / 21  |
| 2007-2011 |       | Manuel Corredera Sanchís        | PP    | 11 / 21  |
| 2011-2015 |       | Carlos Fernández Bielsa (es)    | PSOE  | 11 / 21  |
| 2015-2019 |       | Carlos Fernández Bielsa (es)    | PSOE  | 14 / 25  |
| 2019-2023 |       | Carlos Fernández Bielsa (es)    | PSOE  | 15 / 25  |
| 2023-2027 |       | Carlos Fernández Bielsa (es)    | PSOE  | 14 / 25  |

## Personnalités
- Miquel Navarro  (1945-), peintre et sculpteur.

### Sources
- (es) Cet article est partiellement ou en totalité issu de l’article de Wikipédia en espagnol intitulé « Mislata » (voir la liste des auteurs).